# Фестивал џеза, Сремска Митровица
Фестивал џеза је културно догађање великог значаја у Сремској Митровици. Од 2005. године Фестивал Фестивал џеза организује и остварује центар за културу СИРМИУМАРТ. 

## Структура културног догађаја
Фестивал џеза и блуза посвећен је неговању квалитетне музичке традиције. Фестивал се остварује кроз вече квалитетног звука уз професионалне музичаре. Веома је омиљен и посећен фестивал међу Митровчанима свих генерација.
Протеклих година су учествовали: 
- The Belgrade Dixiland Orchestra,
- Di Luna Blues Band,
- Jazz Sence Quintet,
- The Gamblers (градски џез састав)